# Nicu Caranica
Nicu Caranica (n. 18 ianuarie 1911, Bitolia – d. iunie 2002, Fairfield) a fost un poet și om de cultură român din secolul al XX-lea.

## Biografie
Tatăl lui, Ion Caranica, profesor de muzică, dirijor și compozitor, a fost premiat, la recomandarea academicienilor George Enescu și Dumitru Caracostea, cu Marele Premiu Năsturel, pentru lucrarea sa 130 de melodii populare românești, apărută în 1937. Mama sa Sevastia, era sora academicianului Theodor Capidan. Eta Boeriu, sora poetului a fost ea însăși poetă, traducătoare remarcabilă din literatura italiană veche și contemporană.
Nicu Caranica a urmat școala primară și Liceul din Turda (1919-1928) și Universitatea din Cluj (1928-1932). A urmat un prim an de studii în Franța, la Universitatea catolică din Lille. Și-a luat licența cu teza La critique de Baudelaire, în 1932. Între 1935 și 1936, a studiat la Sorbona și École Normale Supérieure, din Paris, lucrând la o teză de doctorat despre critica totală (plastică, muzică literatură) a lui Baudelaire, teză rămasă, din păcate, neterminată, din cauza neprelungirii bursei și a vicisitudinii vremurilor care au urmat.
A fost, pe rând, profesor în țară, apoi atașat de presă la Legația Română din Quirinal (actuala reședință a președinției italiene, la Roma). Fiind rechemat din postul de atașat de presă în țară, refuză întoarcerea și optează pentru condiția de exilat. Timp de zece ani a trăit în Italia, în perioada 1943-1945 fiind asistent pe lângă profesorul Ramiro Ortiz, la Institutul de filologie romanică a Universității din Padova. Din 1951 s-a stabilit și a trăit la Paris până la sfârșitul vieții, în anul 2002.

## Activitatea literară
A colaborat la revistele din țară Herald, Gând românesc, Abecedar, Revista Fundațiilor Regale, Curentul literar, și din exil: Caiete de dor, Anotimpuri, Semne, Destin, Limite, Ethos, Nation Francaise, Quinta generazione (Bologna), La panarie (Udine) etc.
După decembrie 1989, a colaborat la revistele literare Steaua și Vatra.
În 1940, a fost numit de Sextil Pușcariu colaborator la Marele Dicționar al Academiei.

### Debut
A debutat în presă la 16 ani, în Propilee literare, dar adevăratul său debut este considerat cel din 1932, din Gând românesc.

### Volume publicate
- Poeme și imnuri, Editura Miron Neagu, Sighișoara, 1940
- Povestea foamei (Destin, Madrid, 1945)
- Nașterea tragediei (Destin, Madrid, 1968 - carte renegată mai târziu de autor)
- Mouvement irreversible (Editura La Pensee Universelle, Paris, 1972)
- Anul 1940 (Editura Ethos - Ioan Cușa, Paris, 1981)
- La lotta con l'angelo, (traducere din franceză de autor), Editura U.N.U.P.A.D.E.C, Roma, 1992
- Capire Luzi, Edizioni Studium, Roma,1995

### Antologii
Prezent în antologiile Tineri poeți ardeleni, a lui Emil Giugiuca, (Editura Fundațiilor Regale, București, 1940) și în cele două antologii ale lui Vintilă Horia, Antologia poeților români în exil, Buenos Aires, 1950, și Poezia românească nouă, Salamanca, 1956.

### Afilieri
Membru, din 1950, la Centre Roumain de Recherches, Sorbona, Paris.